# Otto Geßler

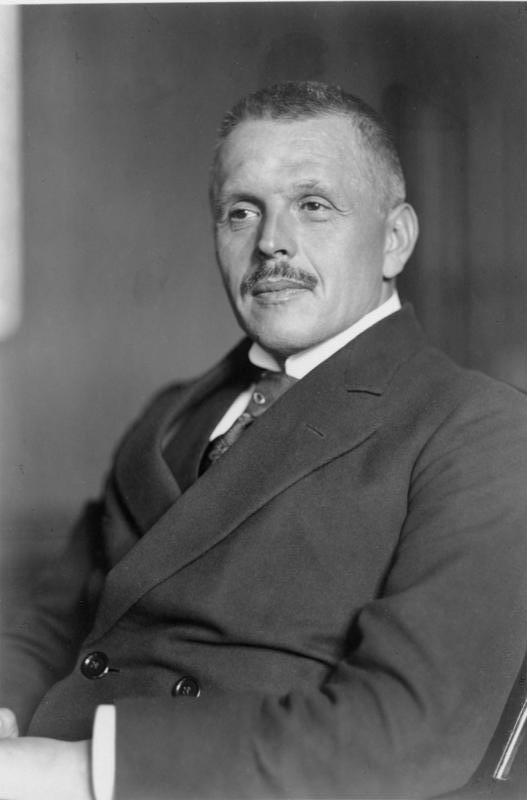
Otto Geßler.

Otto Karl Geßler (ook Gessler) (Ludwigsburg, 6 februari 1875 - Lindenberg im Allgäu, 24 maart 1955) was een Duits politicus.

## Biografie
Geßler stamde uit de kleine burgerij. Hij studeerde rechten in Erlangen, Tübingen en Leipzig en promoveerde in 1900. Hij werkte vervolgens voor het ministerie van Justitie in München. Later was hij als lid van de Vooruitstrevende Volkspartij (Fortschrittliche Volkspartei) politiek actief. Hij was burgemeester van Regensburg en van 1913 tot 1919 Oberbürgermeister van Neurenberg. Wegens een zwakke gezondheid nam hij niet actief deel aan de Eerste Wereldoorlog (1914-1918).
Geßler was eind 1918 een van de oprichters van de links-liberale Duitse Democratische Partij (Deutsche Demokratische Partei) en gold als aanhanger van Friedrich Naumann. Van 21 juni 1919 tot 27 maart 1920 was hij minister van Wederopbouw in het kabinet-Bauer. Na de mislukte Kapp-putsch nam hij in maart 1920 het ministerschap van Defensie (Reichswehrminister) van Gustav Noske over. Hij bleef tot 19 januari 1928 minister van Defensie. Eind 1925 was hij ook korte tijd minister van Binnenlandse Zaken. Hij werkte als minister van Defensie nauw samen met de chef van de Reichswehr, generaal Hans von Seeckt.
In 1925 was Geßler kandidaat voor het rijkspresidentschap, maar werd niet gekozen.
In 1926 onthief hij von Seeckt uit diens functie van chef van de Reichswehr en legde hij zich toe op de opbouw van een politiek neutrale Reichswehr. In januari 1928 moest hij na een reeks van financiële schandalen als minister van Defensie aftreden. Hij werd opgevolgd door generaal Wilhelm Groener. Vervolgens was Geßler tot 1933 voorzitter van de Volksbund Deutsche Kriegsgräberfürsorge (Volksbond voor Duitse Oorlogsgraven).
Geßler trok zich na de nationaalsocialistische machtsovername om gezondheidsredenen uit het openbare leven terug. Na de mislukte aanslag op Hitler van 20 juli 1944 werd Geßler met de aanslag in verband gebracht en gearresteerd. Tot het einde van de oorlog zat hij in een concentratiekamp.
Geßler werkte na de Tweede Wereldoorlog vooral voor het Duitse Rode Kruis. Van 1950 tot 1952 was hij voorzitter van het Duitse Rode Kruis.
Van 1950 tot 1955 was Geßler lid van de Senaat van Beieren (Bayerischer Senat).
Geßler overleed op 80-jarige leeftijd.

## Trivia
- Otto Geßler diende tussen 1919 en 1928 in 14 elkaar opeenvolgende kabinetten.